# Ganoderma mirabile
Ganoderma mirabile är en svampart som först beskrevs av Lloyd, och fick sitt nu gällande namn av C.J. Humphrey 1938. Ganoderma mirabile ingår i släktet Ganoderma och familjen Ganodermataceae.   Inga underarter finns listade i Catalogue of Life.